# Xanthorrhoea caespitosa
Xanthorrhoea caespitosa är en grästrädsväxtart som beskrevs av D.J.Bedford. Xanthorrhoea caespitosa ingår i släktet Xanthorrhoea och familjen grästrädsväxter. Inga underarter finns listade i Catalogue of Life.